# Jess (film 1914)
Jess è un film muto del 1914 diretto da Arthur Maude. Prodotto dalla Kennedy Features, aveva come interpreti Constance Crawley, Felix Modjeska e lo stesso regista Arthur Maude. Maude firmò anche la sceneggiatura, basata sull'omonimo romanzo di H. Rider Haggard, pubblicato a Londra nel 1887 che già nel 1912 aveva avuto una trasposizione cinematografica con un altro Jess, prodotto dalla Thanhouser e diretto da George Nichols. Nel 1917, la storia sarà portata sullo schermo una terza volta da Heart and Soul, film di J. Gordon Edwards con Theda Bara.

## Trama
Jess e Bess sono due sorelle. Rimaste orfane dopo la morte della madre, vengono affidate allo zio Silas Croft, un agricoltore che ha lasciato l'Inghilterra per il Sudafrica e che le cresce come fossero sue figlie. Sedici anni dopo il loro arrivo in Sudafrica, alla fattoria giunge John Neil, un inglese che vuole imparare da Croft i metodi di coltivazione in quelle terre africane. Ambedue le sorelle si innamorano di lui ma Jess, la maggiore, si sente vincolata dalla promessa che aveva fatto alla madre quando questa, morente, l'aveva pregata di prendersi cura della felicità della sorellina. Così, benché lui si dimostri attirato da lei, Jess simula nei suoi confronti disinteresse e, lasciando campo libero a Bess, si reca a Pretoria.

La regione si trova presto sconvolta dalle rivolte dei boeri contro il governo britannico. Frank Mueller, un ricco e influente boero innamorato respinto di Bess, scrive a Jess (che si trova ancora a Pretoria) dicendole che lo zio è malato e che ha bisogno di lei. La città si trova circondata dai ribelli ma Mueller ha fornito a Jess e a John, che si è recato anche lui a Pretoria, un salvacondotto. I due, dopo avere superato le linee britanniche, credendo di non avere nulla da temere dai boeri, cadono invece nelle braccia di Mueller che vuole disfarsi di John, che ritiene suo rivale, uccidendolo insieme a Jess, scomoda testimone. I due prigionieri, però, riescono fortunosamente a fuggire mentre Pretoria viene messa sotto assedio. Mueller, furibondo per essersi fatto scappare Neil, prende il vecchio Croft minacciando di farlo morire se Bess non sposerà lui. La ragazza, per salvare lo zio, accetta il patto. Ma, prima che le nozze possano venire celebrate, Jess riesce a sorprendere Mueller e a ucciderlo, liberando lo zio e la sorella. Poi torna di corsa alla grotta dove si era rifugiata con John e dove lui sta ancora dormendo ignaro. Quando l'uomo si sveglia, trova la ragazza ormai morta, sfinita dalla stanchezza. Le truppe britanniche salvano Bess, John e lo zio. I due giovani, sposati, tornano in Inghilterra, ma non dimenticheranno mai il sacrificio di Jess.

## Produzione
Il film fu prodotto dalla Kennedy Features, la casa di produzione che Aubrey M. Kennedy aveva fondata dopo avere lasciato la Universal. L'azione si svolge in Sudafrica, ai tempi della Prima guerra boera (dicembre 1880 - marzo 1881) e il film mostra scene di battaglia tra truppe britanniche e boeri. Alcune delle riprese furono girate presso gli J.A.C. Studios di Los Angeles, situati nell'ex palazzo Bradbury all'angolo tra Court e Hill a Bunker Hill.

## Distribuzione
Il copyright del film, richiesto dalla Kennedy Features, Inc., fu registrato il 28 febbraio 1914 con il numero LU2256.

Uscì nelle sale statunitensi il 18 febbraio 1914.
Non si conoscono copie ancora esistenti della pellicola che viene considerata presumibilmente perduta.